# Diócesis de Ruy Barbosa
La diócesis de Ruy Barbosa (en latín: Dioecesis Ruibarbosen(sis) y en portugués: Diocese de Ruy Barbosa) es una circunscripción eclesiástica latina de la Iglesia católica en Brasil, sufragánea de la arquidiócesis de Feira de Santana. La diócesis tiene al obispo Estevam Santos Silva Filho como su ordinario desde el 15 de abril de 2020. 

## Territorio y organización
La diócesis tiene 25 898 km² y extiende su jurisdicción sobre los fieles católicos de rito latino residentes en 22 municipios del estado de Bahía: Ruy Barbosa, Andaraí, Baixa Grande, Boa Vista do Tupim, Bonito, Ibiquera, Ipirá, Itaberaba, Itaeté, Lajedinho, Macajuba, Mairi, Miguel Calmon, Mundo Novo, Nova Redenção, Pintadas, Piritiba, Tapiramutá, Utinga, Várzea da Roça, Várzea do Poço y Wagner.
La sede de la diócesis se encuentra en la ciudad de Ruy Barbosa, en donde se halla la Catedral de San Antonio.
En 2020 en la diócesis existían 23 parroquias agrupadas en zonas pastorales.

## Historia
La diócesis fue erigida el 14 de noviembre de 1959 con la bula Mater Ecclesia del papa Juan XXIII, obteniendo el territorio de la arquidiócesis de San Salvador de Bahía y las diócesis de Barra, Bonfim, Caetité y Amargosa. Originalmente era sufragánea de la arquidiócesis de San Salvador de Bahía.
El 28 de abril de 1979 cedió una parte de su territorio para la erección de la diócesis de Irecê mediante la bula Qui in Beati Petri del papa Juan Pablo II.
El 16 de enero de 2002 pasó a formar parte de la provincia eclesiástica de la arquidiócesis de Feira de Santana.

## Estadísticas
De acuerdo al Anuario Pontificio 2021 la diócesis tenía a fines de 2020 un total de 341 850 fieles bautizados.
| Año                                                                             | Población            | Población | Población      | Sacerdotes | Sacerdotes    | Sacerdotes    | Bautizados por sacerdote | Diáconos permanentes | Religiosos | Religiosos | Parroquias |
| Año                                                                             | Bautizados católicos | Total     | % de católicos | Total      | Clero secular | Clero regular | Bautizados por sacerdote | Diáconos permanentes | Varones    | Mujeres    | Parroquias |
| ------------------------------------------------------------------------------- | -------------------- | --------- | -------------- | ---------- | ------------- | ------------- | ------------------------ | -------------------- | ---------- | ---------- | ---------- |
| 1966                                                                            | 400 000              | 450 000   | 88.9           | 21         | 12            | 9             | 19 047                   |                      | 13         | 14         | 15         |
| 1970                                                                            | 472 000              | 480 000   | 98.3           | 30         | 16            | 14            | 15 733                   |                      | 21         | 10         | 13         |
| 1976                                                                            | 525 300              | 534 500   | 98.3           | 32         | 21            | 11            | 16 415                   |                      | 17         | 18         | 16         |
| 1980                                                                            | 633 000              | 646 000   | 98.0           | 24         | 13            | 11            | 26 375                   |                      | 16         | 16         | 18         |
| 1990                                                                            | 422 000              | 468 000   | 90.2           | 20         | 8             | 12            | 21 100                   |                      | 16         | 23         | 16         |
| 1999                                                                            | 350 200              | 412 000   | 85.0           | 23         | 12            | 11            | 15 226                   | 3                    | 17         | 29         | 16         |
| 2000                                                                            | 367 000              | 432 159   | 84.9           | 23         | 11            | 12            | 15 956                   | 2                    | 18         | 35         | 16         |
| 2001                                                                            | 358 000              | 421 840   | 84.9           | 22         | 11            | 11            | 16 272                   | 1                    | 17         | 43         | 16         |
| 2002                                                                            | 361 000              | 426 000   | 84.7           | 23         | 11            | 12            | 15 695                   | 1                    | 19         | 43         | 16         |
| 2003                                                                            | 358 000              | 421 840   | 84.9           | 26         | 13            | 13            | 13 769                   | 1                    | 20         | 46         | 16         |
| 2004                                                                            | 358 000              | 421 840   | 84.9           | 25         | 14            | 11            | 14 320                   | 1                    | 16         | 48         | 16         |
| 2010                                                                            | 357 000              | 445 000   | 80.2           | 26         | 15            | 11            | 13 730                   | 1                    | 22         | 48         | 23         |
| 2014                                                                            | 374 000              | 467 000   | 80.1           | 25         | 15            | 10            | 14 960                   | 1                    | 21         | 44         | 23         |
| 2017                                                                            | 356 960              | 465 690   | 76.7           | 29         | 19            | 10            | 12 308                   | 1                    | 22         | 35         | 23         |
| 2020                                                                            | 341 850              | 446 800   | 76.5           | 31         | 22            | 9             | 11 027                   | 2                    | 18         | 38         | 23         |
| Fuente: Catholic-Hierarchy, que a su vez toma los datos del Anuario Pontificio. |                      |           |                |            |               |               |                          |                      |            |            |            |

## Episcopologio
- Epaminondas José de Araújo † (14 de diciembre de 1959-27 de octubre de 1966 nombrado obispo de Anápolis)
- José Adelino Dantas † (20 de febrero de 1967-4 de octubre de 1975 renunció)
- Mathias William Schmidt, O.S.B. † (14 de mayo de 1976-24 de mayo de 1992 falleció)
  - Sede vacante (1992-1994)
- André de Witte † (8 de junio de 1994-15 de abril de 2020 retirado)
- Estevam Santos Silva Filho, desde el 15 de abril de 2020